# Rescue Teemu
Rescue Teemmu är ett finländskt sjöräddningsfartyg, också utrustad som ambulansbåt, som levererades 2013 till Lahtis sjöräddningsförening, en medlem i Finlands Sjöräddningssällskap, av Mobimar som det första av en typ i Sjöräddningssällskapets klass PV4, det vill säga bland de förhållandevis stora av Finlands räddningsfartyg. Ytterligare fartyg av denna typ har också levererats till Kiviniemi i Uleåborg, Porkala, Nääsijärvi i Tammerfors, Pargas och Valkeakoski.
Den är av typ Mobimar 14 Guardian, byggd i aluminium och utvecklad som räddningsfartyg av Mobimar i samarbete med Finlands Sjöräddningssällskap. 
Längden är 13,5 meter och marschfarten 33 knop. Med denna hastighet har Abso en aktionsradie på minst 200 nautiska mil. Båten kan operera till havs i väderförhållanden med en  signifikant våghöjd  på fyra meter.